# Gare de Azzaba
La gare de Azzaba est une gare ferroviaire algérienne située sur le territoire de la commune de Azzaba, dans la wilaya de Skikda.

## Situation ferroviaire
La gare est située au sud de la ville d'Azzaba, sur la ligne de Ramdane Djamel à Annaba. Elle est précédée de la gare de Ramdane Djamel et suivie de celle de Berrahal.

## Histoire

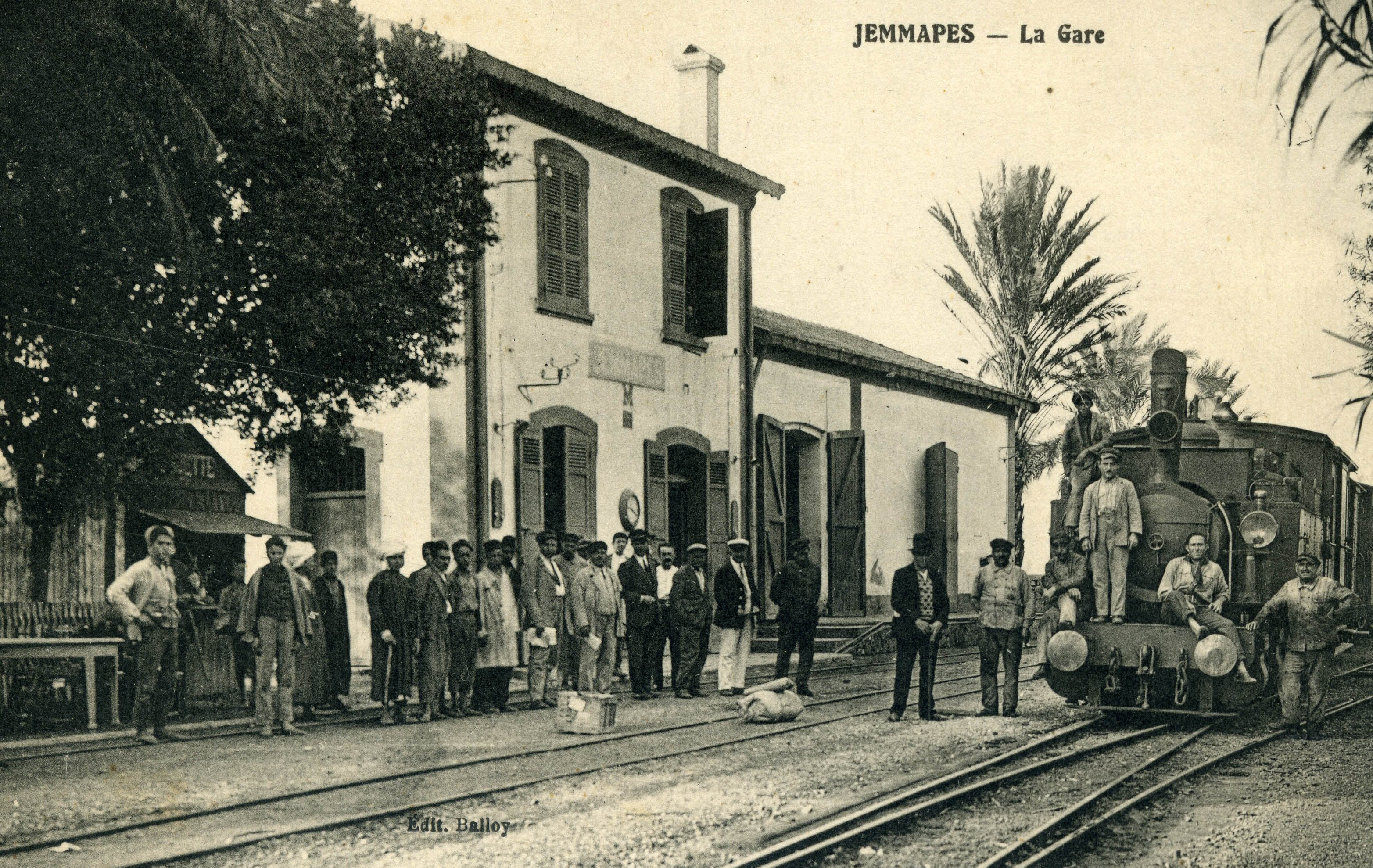
La gare de Jemmapes au début du XXe siècle.

La gare porte le nom de Jemmapes (nom de la ville d'Azzaba pendant la colonisation) en 1904 lors du prolongement de la ligne de Bône - Aïn Mokra jusqu'à Saint-Charles (actuelle Ramdane Djamel).

## Service des voyageurs

### Desserte
La gare est desservie par les trains grandes lignes de la liaison Alger - Annaba,.